# Faydité
Faydité (nebo Faiditi) byli okcitánští rytíři, kteří během a po albigenské křížové výpravě (1209–1229) bojovali proti křižákům a francouzské nadvládě.
Odmítnutí podrobit se křižákům pod vedením Simona IV. de Montfort a připojit se k nim nebo vyznání kacířství katarů znamenalo ve většině případů také ztrátu majetku. Hrabě Raimund VI. z Toulouse vedl v roce 1213 v bitvě u Muretu do boje velký počet Fayditů. Porážka Simonova syna Amauryho v roce 1224 umožnila některým z nich dočasně získat zpět svůj majetek, který však museli znovu opustit během křížové výpravy francouzského krále Ludvíka VIII. v roce 1226.
Nové mocenské poměry byly nakonec upraveny ve smlouvě z Meaux-Paříže a na vyvlastněných lénech byli dosazeni noví vazalové věrní francouzské koruně. Velký počet šlechticů z Languedocu našel útočiště u dvora krále Jakuba I. z Aragonu, který byl nejvyšším lenním pánem většiny Languedocu. Hlavně z Roussillonu bojovali Fayditi v partyzánském boji proti zavedení francouzské vlády v Okcitánii a proti začínající inkvizici. Partyzánský boj vyvrcholil v roce 1240 neúspěšným povstáním Raimunda II. Trencavela. V důsledku toho se většina Fayditů postupně podřídila francouzské koruně a vstoupila do jejích služeb – například Olivier de Termes, který v roce 1255 obléhal a zajal svého bývalého spolubojovníka Xacberta de Barbaira na katarské pevnosti Quéribus.

## Seznam známých Fayditů
- Jourdain de Saissac
- Bertrand de Saissac
- Guillaume de Minerve
- Pierre de Fenouillet
- Olivier de Termes
- Guillaume de Peyrepertuse
- Jourdain de Cabaret
- Pierre Roger de Cabaret
- Pons de Mirabel
- Pierre Roger de Mirepoix der Jüngere
- Arnaud Roger de Mirepoix
- Guillaume de Lahille
- Bernard-Othon de Niort
- Raimund de Péreille
- Raimund II. Trencavel
- Xacbert de Barbaira
- Bernard Jourdain de l’Isle-Jourdain
- Sicard de Puylaurens
- Aimery de Roquefort
- Raymond de Roquefeuille
- Raimund Sans de Rabat
- Augier de Rabat